# M.U. - The Best of Jethro Tull
M.U. - The Best of Jethro Tull es una compilación lanzada al mercado en 1976, y es, propiamente, el primer álbum de grandes éxitos de la banda de rock progresivo Jethro Tull. Abarca canciones de la banda desde 1969 a 1975.
Aunque hacía tiempo que había sido publicado el álbum recopilatorio Living in the Past, en realidad este último disco recogía en su mayor parte material nunca publicado antes en un álbum de los Tull. Por el contrario, M.U., recopila material ya previamente publicado, excepto una canción que nunca había sido editada: "Rainbow Blues".
El título de M.U. corresponde a las siglas de "Musician's Union", un obscuro sindicato de músicos al que el líder de los Tull Ian Anderson consideraba excesivamente intromisorio en el mundo de las bandas de rock.

## Puesto en las listas de éxitos
- Puesto en las listas de EE. UU.: 13.
- Puesto en las listas de UK: 44.

También consiguió el disco de oro en Reino Unido, Australia y Nueva Zelanda y el de platino en Estados Unidos y Canadá.

## Lista de temas
| #   | Título                                        | Autor          | Interpretaciones | Tiempo |
| --- | --------------------------------------------- | -------------- | ---------------- | ------ |
| 1.  | "Teacher"                                     | (Ian Anderson) |                  | 4:07   |
| 2.  | "Aqualung"                                    | (Ian Anderson) |                  | 6:34   |
| 3.  | "Thick as a Brick"                            | (Ian Anderson) |                  | 3:01   |
| 4.  | "Bungle in the Jungle"                        | (Ian Anderson) |                  | 3:34   |
| 5.  | "Locomotive Breath"                           | (Ian Anderson) |                  | 4:23   |
| 6.  | "Fat Man"                                     | (Ian Anderson) |                  | 2:50   |
| 7.  | "Living in the Past"                          | (Ian Anderson) |                  | 3:18   |
| 8.  | "A Passion Play"                              | (Ian Anderson) |                  | 3:28   |
| 9.  | "Skating Away on the Thin Ice of the New Day" | (Ian Anderson) |                  | 4:02   |
| 10. | "Rainbow Blues"                               | (Ian Anderson) |                  | 3:37   |
| 11. | "Nothing Is Easy"                             | (Ian Anderson) |                  | 4:23   |